# Batalla de Cos
La batalla de Cos succeí el 259 aC entre la flota antigònida i la ptolemaica. Antígon II Gònates en sortí victoriós contra Ptolemeu II. Tanmateix, aquesta derrota afectà ben poc la superioritat naval ptolemaica. La batalla de Cos, juntament amb la batalla d'Amorgos i la batalla de Salamina de Xipre són les proposades pels historiadors com les que van provocar l'erecció de la Victòria de Samotràcia.